# 1962 NBA Draft
NBA Draft 1962 – draft NBA, który odbył się 26 marca 1962 r. w Nowym Jorku.

## Runda pierwsza
| Nr | Zawodnik         | Narodowość | Drużyna NBA           | College/Były klub |
| -- | ---------------- | ---------- | --------------------- | ----------------- |
| 1  | Bill McGill      | USA        | Chicago Zephyrs       | Utah              |
| 2  | Paul Hogue       | USA        | New York Knicks       | Cincinnati        |
| 3  | Zelmo Beaty      | USA        | St. Louis Hawks       | Prairie View      |
| 4  | Dave DeBusschere | USA        | Detroit Pistons       | Detroit           |
| 5  | Len Chappell     | USA        | Syracuse Nationals    | Wake Forest       |
| 6  | Jerry Lucas      | USA        | Cincinnati Royals     | Ohio State        |
| 7  | Wayne Hightower  | USA        | Philadelphia Warriors | Kansas            |
| 8  | Leroy Ellis      | USA        | Los Angeles Lakers    | St. John's        |
| 9  | John Havlicek    | USA        | Boston Celtics        | Ohio State        |

## Runda druga
| Nr | Zawodnik         | Narodowość | Drużyna NBA           | College/Były klub |
| -- | ---------------- | ---------- | --------------------- | ----------------- |
| 10 | Terry Dischinger | USA        | Chicago Zephyrs       | Purdue            |
| 11 | John Rudometkin  | USA        | New York Knicks       | USC               |
| 12 | Bob Duffy        | USA        | St. Louis Hawks       | Colgate           |
| 13 | Kevin Loughery   | USA        | Detroit Pistons       | St. John's        |
| 14 | Chet Walker      | USA        | Syracuse Nationals    | Bradley           |
| 15 | Bud Olsen        | USA        | Cincinnati Royals     | Louisville        |
| 16 | Hubie White      | USA        | Philadelphia Warriors | Villanova         |
| 17 | Gene Wiley       | USA        | Los Angeles Lakers    | Wichita State     |
| 18 | Jack Foley       | USA        | Boston Celtics        | Holy Cross        |

## Runda trzecia
| Nr | Zawodnik          | Narodowość | Drużyna NBA           | College/Były klub |
| -- | ----------------- | ---------- | --------------------- | ----------------- |
| 19 | Don Nelson        | USA        | Chicago Zephyrs       | Iowa              |
| 20 | Bobby Rascoe      | USA        | New York Knicks       | Western Kentucky  |
| 21 | Charles Hardnett  | USA        | St. Louis Hawks       | Grambling         |
| 22 | Harold Hudgens    | USA        | Detroit Pistons       | Texas Tech        |
| 23 | Porter Meriwether | USA        | Syracuse Nationals    | Tennessee State   |
| 24 | Chris Appel       | USA        | Cincinnati Royals     | USC               |
| 25 | Dave Fedor        | USA        | Philadelphia Warriors | Florida State     |
| 26 | John Green        | USA        | Los Angeles Lakers    | UCLA              |
| 27 | Jim Hadnot        | USA        | Boston Celtics        | Providence        |